# Kia Rio
La Kia Rio è un'autovettura classificata come berlina 2 volumi compatta prodotta dalla casa automobilistica sudcoreana Kia Motors a partire dal 2000 e fino al 2023. La vettura ha sostituito la Kia Pride, pur avendone mantenuto la denominazione in alcuni mercati asiatici. Nel 2005 è stata presentata la seconda generazione, mentre dalla fine del 2011 è stata messa sul mercato la terza generazione.

## Prima serie (2000-2005)
La prima generazione venne presentata nell'agosto del 2000 in Corea in due differenti carrozzerie: la versione berlina 4 porte 3 volumi e la versione hatchback 5 porte 2 volumi; quest'ultima sarà importata anche in Europa mentre la versione berlina sarà venduta solo dal 2003 in occasione di un facelift.
Il design della Rio si basa su elementi semplici e linee pulite, la versione 5 porte dispone di una fiancata più originale rispetto alla berlina e troverà maggiori consensi in Europa. Nota come Progetto DC la Rio utilizza molta componentistica in comune con modelli Hyundai, tuttavia la piattaforma e i motori non sono condivisi con nessun modello Hyundai essendo avvenuta l'acquisizione del marchio solo due anni prima.  Le sospensioni sono configurate secondo lo schema MacPherson (avantreno) e ponte torcente (retrotreno) mentre la trazione è anteriore.
Gli interni sono assemblati con discreta cura mentre la plancia presenta un disegno ritenuto banale dalla clientela europea con plastiche di qualità solo discreta. Gli elementi più lodati invece sono stati l'abitacolo molto spazioso e il bagagliaio tra i più grandi del segmento. Anche il prezzo molto basso ha contribuito a un discreto successo in Italia e nel resto dell'Europa.

### Restyling 2003
Con il 2003 la Kia decise di ristilizzare il modello ridisegnando il frontale; nuovi paraurti, mascherina e fari completamente nuovi mentre la coda presenta nuovi paraurti inferiori dotati di inedite nervature e un portellone rinnovato. Per incrementare le vendite in Europa la casa decise di importare anche la versione berlina 4 porte ma quest'ultima, a causa del segmento in crisi, non registrò risultati positivi.

### Motorizzazioni
La Rio DC era disponibile con una gamma di motorizzazioni composta da un 1.3 benzina 4 cilindri per 8 valvole da 75 cavalli (coppia massima 113 Nm erogati a 3.000 giri/minuto) e un 1.5 benzina 16V sempre 4 cilindri da 98 cavalli (coppia massima 133 N·m erogati a 4.500 giri/minuto) disponibile anche con cambio automatico a 4 rapporti al posto del classico manuale a 5 rapporti. In America la Rio era disponibile anche con propulsore 1.6 16V da 106 cavalli, anche questo ancora di progettazione Kia e denominato Mi-Tech.

## Seconda serie (2005-2011)
Anticipata dalla concept car Kia SSC esposta al Salone dell'automobile di Parigi del 2004 il modello definitivo viene svelato solo nel 2005 al Salone dell'automobile di Francoforte in versione 5 porte mentre la berlina sarà rivelata negli Stati Uniti l'anno seguente. Completamente nuova la nuova Kio (Progetto DE) possiede una carrozzeria molto più compatta, dal design semplice e arrotondato, è stata completamente progettata sotto il nuovo gruppo Hyundai-Kia dopo l'acquisizione del marchio da parte della Hyundai avvenuta nel 1998. Il telaio di base, al contrario della generazione precedente, è condiviso con la Hyundai Accent MC, con sospensioni che adottano il classico schema McPherson all'avantreno e ponte torcente al retrotreno.
Gli interni presentano una plancia sviluppata su due livelli con al centro il cupolino che ospita lo schermo del computer di bordo e i comandi dell'autoradio. Il climatizzatore è disponibile sia in versione manuale che nella versione automatica dotato di schermo LCD. Il cambio per tutte le versioni è un manuale a 5 rapporti mentre tra gli optional figura un automatico a 4 rapporti con convertitore abbinabile ai soli motori a benzina.
Sottoposta ai crash test Euro NCAP poco dopo il debutto, la Kia Rio DE ha totalizzato il punteggio di 4 stelle (su un massimo di 5) nella protezione degli adulti mentre di 3 stelle (massimo 5) per la protezione bambini e di sole 2 stelle (su un massimo di 4) per la protezione pedoni.

### Allestimenti
In Italia la Rio viene commercializzata in 4 livelli di allestimenti: LX Easy, EX Life, EX Challenge e il più sportivo EX Sport, quest'ultimo disponibile solo abbinato al motore 1.6 CVVT. La versione base dispone di airbag frontali, 5 posti, divano posteriore sdoppiato e volante regolabile in altezza, la EX Life in più dispone di airbag laterali, fendinebbia, vetri elettrici posteriori, antifurto e climatizzatore manuale mentre la EX Challenge dispone di climatizzatore automatico e autoradio CD. La EX Sport invece aggiunge il controllo elettronico di stabilità e i cerchi in lega leggera. Tra gli optional figurano l'ESP per gli allestimenti EX Challenge e la vernice metallizzata.

### Kia Rio Hybrid
Presentata al Salone dell'auto di Ginevra nel 2007 la Rio Hybrid adotta il motore 1.4 CVVT a benzina depotenziato a 90 cavalli e un motore elettrico sincrono, a corrente alternata, in grado di erogare una potenza di 12 kW con 95 N·m di coppia, abbinati a un cambio automatico a variazione continua di rapporto (CVT). Il motore elettrico è montato fra volano e cambio e supporta il motore a benzina in fase di avviamento, accelerazione e salita. Per ridurre i consumi la Rio Hybrid dispone anche del sistema Stop & Start che spegne il motore nelle frenate alle basse andature.
Le differenze non si concentrano solo nel gruppo motore-trasmissione, ma anche il cofano motore, le strutture dei sedili e il portellone posteriore sono stati modificati; infatti sono in alluminio per ridurre il peso complessivo della vetture di circa 220 kg e quindi i consumi.
Lo 0-100 km/h dichiarato corrisponde a 12,2 secondi mentre i consumi risultano di 18,9 km/l. La velocità massima dichiarata è pari a 180 km/h mentre le emissioni sono contenute in 126 grammi di CO2 emessi ogni km nel ciclo combinato.
La vettura sotto le spoglie di concept car non è destinata alla produzione.

### Motorizzazioni
La Rio seconda serie dispone di tre propulsori totalmente nuovi sviluppati insieme alla Hyundai; la gamma si compone di due motori benzina e un turbodiesel 4 cilindri da 110 cavalli (il più apprezzato in Europa).
| Modello          | Disponibilità          | Motore                       | Cilindrata (cm³) | Potenza kW (CV) | Coppia max N·m/rpm | Emissioni CO2 (g/km) | 0-100 km/h (secondi) | Velocità max (km/h) | Consumo medio (km/l) |
| 1.4 16V          | dal 03/2005 al 06/2011 | 4 cilindri in linea, Benzina | 1399             | 71 (97)         | 124/4700           | 149                  | 12,3                 | 173                 | 15,8                 |
| 1.6 CVVT 16V     | dal 03/2005 al 06/2011 | 4 cilindri in linea, Benzina | 1599             | 82 (112)        | 145/4500           | 155                  | 10,2                 | 188                 | 15,1                 |
| 1.5 CRDI VGT 16V | dal 03/2005 al 06/2011 | 4 cilindri in linea, Diesel  | 1493             | 81 (110)        | 235/2000           | 121                  | 11,5                 | 176                 | 21,2                 |

## Terza serie (2011-2017)
La terza generazione della Kia Rio è stata mostrata per la prima volta al Motor Show di Ginevra del 2011, è più lunga di 2 cm, più larga di 2,5 cm e più bassa di 1,5 cm ed è caratterizzata da un passo più lungo di 7 cm.
Prodotta per la prima volta con carrozzeria a 5 o 3 porte; la versione a 5 porte è la prima a essere messa in vendita, poi affiancata, a inizio 2012, dalla versione a 3 porte. Tutte e due sono prodotte nello stabilimento Kia di Sohari, in Corea. La griglia è integrata tra i proiettori anteriori, il logo si trova sulla griglia stessa; sotto, il paraurti è caratterizzato da uno spoiler.
La plancia è realizzata in plastica rigida; negli allestimenti superiori, la fascia centrale è in materiale morbido e gradevole al tatto. La plancia si sviluppa in senso orizzontale includendo, in modo geometrico, tutti i principali comandi, quindi anche l'impianto audio e il climatizzatore. Anche il volante è stato ridisegnato e ora possiede una forma sportiva e originale, dotato di comandi sulle razze con elementi metal look.
L'abitacolo è dotato di un ampio cassetto portaoggetti posto davanti al passeggero. Il bagagliaio ha una capacità di 288 litri.
In Italia la Rio è commercializzata con un motore a benzina (1.2 CVVT da 85 cv) e due diesel (un nuovo 1.1 CRDi da 75 cv e un 1.4 CRDi da 90 cv). La Kia ha messo sul mercato anche una versione bi-fuel a GPL equipaggiata col 1.2 benzina che eroga però 83 cavalli.

## Quarta serie (2017-2023)
La quarta generazione della (nome in codice YB), presentata al salone di Parigi 2016, ha esordito sul mercato nel 2017 cambiando totalmente sia la piattaforma che la linea rispetto alla generazione precedente. 

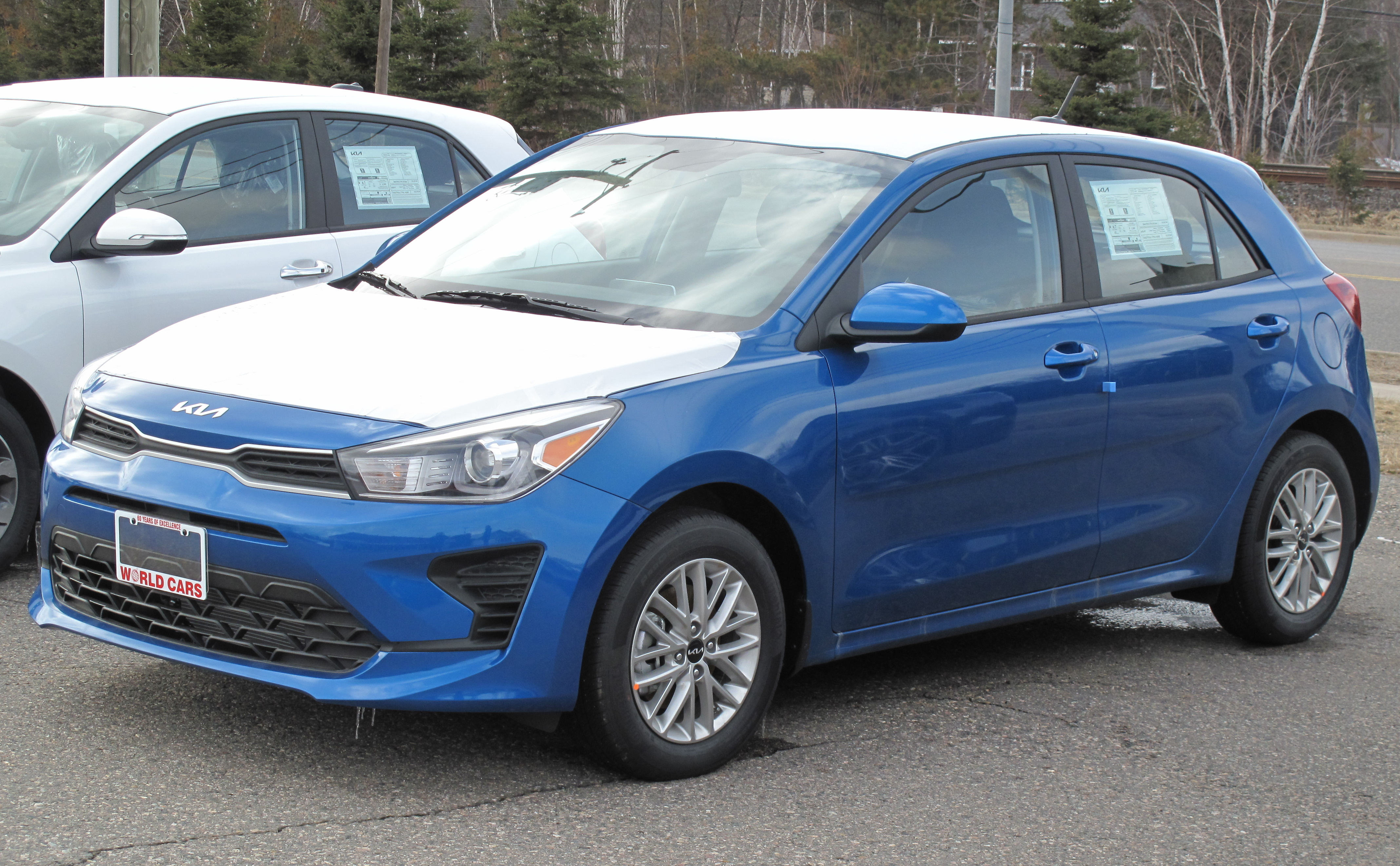
Rio restyling

Inizialmente al lancio è disponibile con cinque motorizzazioni per l'Italia: la 1.4 turbodiesel da 77 o 90 CV, la 1.0 a 3 cilindri turbo benzina da 100 CV e 1.2 benzina a 4 cilindri aspirato da 84 CV anche con doppia alimentazione a GPL che in questo caso eroga 83 CV. Al debutto sono disponibili 3 allestimenti: la base City, l'intermedia Active e la top di gamma Cool.
Nell'arco dei due anni successivi le motorizzazioni a gasolio vengono tolte dal listino insieme ai tre allestimenti, che vengono sostituiti dall'allestimento Evolution.
Nel gennaio 2018 viene annunciata la versione sportiva GTline, che ha poi debuttato al successivo Salone di Ginevra. Questa variante sportiva è unicamente disponibile in abbinamento al motore 1.0 a 3 cilindri turbo benzina potenziato a 120 CV e si caratterizza per delle specifiche modifiche estetiche che comprendono: un paraurti anteriore e posteriore più profilato, fari fendinebbia formati da 4 elementi a LED, minigonne laterali, spoiler sul portellone e doppio terminale di scarico laterale a vista (che è invece nascosto sulle altre versioni).
A fine maggio 2020 subisce il consueto restyling di metà carriera, dove cambia principalmente la parte anteriore con nuovi paraurti e fanali a LED, e arriva una nuova motorizzazione mild hybrid abbinata al 1.0 a 3 cilindri turbo benzina.
Nel 2023 termina la produzione e la vettura esce dal listino.

## Assemblaggio
Sia la prima che la seconda serie sono state prodotte presso gli stabilimenti del gruppo Hyundai-Kia di Gwangmyeong nel Corea del Sud e vendute nei principali mercati di tutto il mondo sotto la denominazione principale Rio (ad eccezione di pochi paesi asiatici dove ha mantenuto il nome Pride). Sul mercato americano e spagnolo la versione 5 porte è stata denominata Rio Cinco (tradotto in italiano Rio Cinque) mentre in Canada ha assunto il nome Rio RX-V dove la V corrisponde al numero romano 5.